# 118214 Agnesediboemia
118214 Agnesediboemia è un asteroide della fascia principale. Scoperto nel 1996, presenta un'orbita caratterizzata da un semiasse maggiore pari a 3,1181087 UA e da un'eccentricità di 0,1975065, inclinata di 6,54180° rispetto all'eclittica.
L'asteroide è dedicato ad Agnese di Boemia, Religiosa ceca dell'Ordine di Santa Chiara.